# Erromenus analis
Erromenus analis är en stekelart som beskrevs av Carl Gustav Alexander Brischke 1871. Erromenus analis ingår i släktet Erromenus och familjen brokparasitsteklar. Arten är reproducerande i Sverige. Inga underarter finns listade i Catalogue of Life.